# Ligne de Puyoô à Mauléon
La ligne de Puyoô à Mauléon est une ancienne ligne de chemin de fer française à écartement standard à voie unique électrifiée du département des Pyrénées-Atlantiques. Elle reliait Mauléon-Licharre au reste du réseau ferré national, en desservant la station thermale de Salies-de-Béarn. À Autevielle, un embranchement de 10 km, comportant une seule gare intermédiaire et un tunnel notable, permettait de desservir Saint-Palais (ligne 663 000).
Elle constituait la ligne 662 000 du réseau ferré national.
Un projet de transpyrénéen a été étudié ; il s'agissait d'une liaison de Mauléon à Castejón de Ebro, gare située sur la ligne espagnole de Bilbao à Barcelone. Deux variantes ont été étudiées, l'une par Larrau et l'autre par la vallée de Sainte-Engrâce. Aucune suite ne fut donnée à ces projets.

## Historique
La ligne de Puyoô à Saint-Palais est déclarée d'utilité publique et concédée à la Compagnie des chemins de fer du Midi et du Canal latéral à la Garonne par une loi le 14 décembre 1875.
La loi du 17 juillet 1879 portant classement de 181 lignes de chemin de fer dans le réseau des chemins de fer d’intérêt général (plan Freycinet) retient en no 180, une ligne de « Saint-Martin-Autevielle à Mauléon ». Cette section est déclarée d'utilité publique par une loi le 28 juillet 1881, et concédée à la Compagnie du Midi par une convention signée le 9 juin 1883 entre le ministre des Travaux publics et la Compagnie. Cette convention est approuvée par une loi le 20 novembre 1883.
Date d'ouverture :
- De Puyoô à Autevielle, le 22 décembre 1884 (ainsi que d'Autevielle à Saint-Palais).
- D'Autevielle à Mauléon, le 11 avril 1887

Fermeture au service des voyageurs :
- D'Autevielle à Saint-Palais, le 1er novembre 1949.
- De Puyoô à Mauléon, le 2 mars 1968.

Fermeture au service des marchandises :
- De Puyoô à Mauléon, le 1er avril 1989.

Déclassement :
- De Puyoô à Mauléon, le 16 décembre 1991[1].
- D'Autevielle à Saint-Palais, le 16 décembre 1991[1]

## Description

### Tracé
La ligne, longue de 35,7 km, n'a pas un très bon profil : les déclivités atteignent 16 mm/m

### Infrastructure
La ligne était à voie unique sur la totalité du parcours. Elle a été électrifiée en courant continu 1 500 volts en 1930 avec une sous-station d'alimentation située à Sauveterre-de-Béarn. Les installations de traction électrique ont été mises hors service le 31 décembre 1971 et déposées ensuite.
Il existait quelques ouvrages d'art importants, en particulier le tunnel de Bellocq de 849 m de long ainsi que le viaduc de Castagnède (180 m) sur le gave d'Oloron.
Une voie verte a été aménagée de Puyôo à Salies-de-Béarn par le tunnel de Bellocq.

## Matériel roulant ayant circulé sur la ligne
- Locomotives à vapeur type 111, série 1 à 40.
- Locomotives à vapeur type 120, série 1601 à 1638.
- Locomotives à vapeur type 120, série 149 à 180.
- Locomotives à vapeur type 030, série 601 à 640.
- Locomotives à vapeur type 030, série 801 à 1202.
- Locomotives à vapeur type 230B, série 1301 à 1370.
- BB 4200 des dépôts de Tarbes ou Bordeaux.
- BB 4700 des dépôts de Tarbes ou Bordeaux.
- Fourgons automoteurs Z-23200.
- Automotrices Z-23000 & Z-23100.
- BB 63000.